# Éva Kóczián
Éva Kóczián, später Kóczián-Földy (* 25. Mai 1936 in Budapest) ist eine ehemalige ungarische Tischtennisspielerin. Sie ist dreifache Europameisterin im Einzel und Weltmeisterin im Mixed. Éva Kóczián war Abwehrspielerin.

## Erfolge

### National
Éva Kóczián gewann sechsmal die nationale ungarische Meisterschaft im Einzel (1955, 1958, 1959, 1961, 1963, 1967). Dazu kommen sechs Titel im Doppel und neun Titel im Mixed. Insgesamt elfmal wirkte sie in einem Team mit, das die ungarische Meisterschaft holte:
- 1952 Budapest I.
- 1953 SZOT II.
- 1954 Vasas MÁVAG SK
- 1955 Vasas Budapest
- 1957–1962 Vörös Meteor Budapest
- 1964 Vörös MeteorBudapest

1959 belegte sie – ebenso wie 1966 – in der ungarischen Rangliste den ersten Platz, 1960 und 1965 in der europäischen Rangliste ebenfalls Platz eins.

### Weltmeisterschaften
Von 1953 bis 1967 wurde sie neunmal für Weltmeisterschaften nominiert. Dabei kam sie 1961 ins Endspiel, das sie gegen die Chinesin Qiu Zhonghui verlor. 1955 gewann sie zusammen mit Kálmán Szepesi die Weltmeisterschaft im Mixed. Das Halbfinale erreichte sie im Einzel noch 1954, 1955 und 1959, im Doppel 1967 mit Erzsébet Jurik sowie im Mixed 1953 mit Laszlo Földy und 1963 mit János Faházi. Mit der ungarischen Mannschaft holte sie 1954 die Silbermedaille.

### Europameisterschaften
Fünfmal war Kóczián bei Europameisterschaften vertreten, dabei holte sie in den verschiedenen Disziplinen sechsmal Gold. 1958, 1960 und 1964 gewann sie den Titel im Einzel, 1966 erreichte sie das Halbfinale. Im Doppel siegte sie 1966 mit Erzsebet Jurik, das sie vorher schon 1958 mit Lívia Mossóczy und 1960 mit Sárolta Máthé erreicht hatte. Mit Ferenc Sidó holte sie 1958 Silber im Mixed. 1960 und 1966 wurde sie mit der ungarischen Mannschaft Europameister, 1964 reichte es zu Platz zwei. 1968 erhielt die sie den Richard Bergmann Fair Play Award des Swaythling Club International für ihr Verhalten bei der Europameisterschaft 1968.

### Karriereende
Ende der 1960er Jahre beendete Kóczián ihre aktive Laufbahn. 1976 wurde sie Trainerin der Damenmannschaft von Spartacus Budapest.

## Privat
Kócziáns Bruder József Kóczián gehörte zu den Spitzenspielern in Ungarn. Am 6. August 1960 heiratete Kóczián ihren früheren Mixedpartner Laszlo Földy und trat dann unter dem Namen Kóczián-Földy auf. Als 1966 die Ehe geschieden wurde, nahm sie wieder ihren Geburtsnamen Kóczián an.

## Turnierergebnisse
| Verband | Veranstaltung       | Jahr | Ort       | Land | Einzel        | Doppel        | Mixed         | Team |
| ------- | ------------------- | ---- | --------- | ---- | ------------- | ------------- | ------------- | ---- |
| HUN     | Europameisterschaft | 1968 | Lyon      | FRA  | letzte 16     | Viertelfinale |               |      |
| HUN     | Europameisterschaft | 1966 | London    | ENG  | Halbfinale    | Gold          | Viertelfinale | 1    |
| HUN     | Europameisterschaft | 1964 | Malmö     | SWE  | Gold          |               |               | 2    |
| HUN     | Europameisterschaft | 1960 | Zagreb    | YUG  | Gold          | Silber        | Viertelfinale | 1    |
| HUN     | Europameisterschaft | 1958 | Budapest  | HUN  | Gold          | Silber        | Silber        |      |
| HUN     | Weltmeisterschaft   | 1967 | Stockholm | SWE  | letzte 16     | Halbfinale    | letzte 16     | 3    |
| HUN     | Weltmeisterschaft   | 1965 | Ljubljana | YUG  | letzte 32     | letzte 32     | letzte 64     | 5    |
| HUN     | Weltmeisterschaft   | 1963 | Prag      | TCH  | letzte 128    | Viertelfinale | Halbfinale    | 3    |
| HUN     | Weltmeisterschaft   | 1961 | Peking    | CHN  | Silber        | Viertelfinale | letzte 64     | 4    |
| HUN     | Weltmeisterschaft   | 1959 | Dortmund  | FRG  | Halbfinale    | letzte 16     | letzte 16     | 4    |
| HUN     | Weltmeisterschaft   | 1957 | Stockholm | SWE  | Viertelfinale | letzte 16     | letzte 16     | 4    |
| HUN     | Weltmeisterschaft   | 1955 | Utrecht   | NED  | Halbfinale    | Viertelfinale | Gold          | 4    |
| HUN     | Weltmeisterschaft   | 1954 | Wembley   | ENG  | Halbfinale    | letzte 16     | letzte 32     | 2    |
| HUN     | Weltmeisterschaft   | 1953 | Bukarest  | ROU  | letzte 32     | Viertelfinale | Halbfinale    | 3    |